# Rasm Al-Nafl
Rasm Al-Nafl (tiếng Ả Rập: رسم النفل) Là một Syria làng nằm ở vùng nông thôn của Aleppo thành phố, Tỉnh Aleppo, huyện As-Safira.
Theo Tổng điều tra dân số Syria năm 2004, dân số của ngôi làng là 1.601 .
Các nhà hoạt động ủng hộ phiến quân, trong cuộc Nội chiến Syria, tuyên bố rằng 208 dân thường đã bị giết tại làng Rasm Al-Nafl , họ cáo buộc chính phủ Syria, Hezbollah và Liwa Abu al-Fadhal al-Abbas đã phá vỡ vào làng ngày 22 tháng 6 năm 2013.